# Salticus afghanicus
Salticus afghanicus – gatunek pająka z rodziny skakunowatych.
Gatunek ten opisany został w 2005 roku przez Dimitrija Łogunowa i Mehrdada Zamanpoore'a na podstawie samca odłowionego w 1964.
Skakun ten ma karapaks długości 2,07 mm, brązowy z ciemnobrązowym polem ocznym, oddzielonym poprzeczną, jasnożółtą linią. Nadustek i nogogłaszczki są brązowe, zaś warga dolna i sternum żółte. Pomarańczowy kolor mają szczękoczułki i szczęki, z wyjątkiem ich białych części dystalnych. Pierwsza para nóg jest brązowa z pomarańczowym nadstopiem i stopą, a pozostałe szarawobrązowe z białymi przepaskami na nadstopiach i stopach. Opistosoma ma długość 2,14 mm, z wierzchu jest ciemnobrązowa z podłużnym pasmem białych włosków, a od spodu jaskrawo brązowa z czterema rzędami białych kropek. Apofiza goleniowa nogogłaszczków jest silnie zbudowana, szeroka, prawie równoległa do brzegu cymbium.
Pająk palearktyczny, znany wyłącznie z Afganistanu.